# 北赫里福德郡 (英國國會選區)
北赫里福德郡 （英語：North Herefordshire）是英國國會的一個選區，包括英格蘭西密德蘭及赫里福德郡北部。該選區自2024年起由英格蘭及威爾斯綠黨的艾麗·喬恩斯出任議員。

## 歷史
本區於2010年大選首次設立，由保守黨的比爾·維京以51.8%選票勝出。維京代表該區14年後，於2024年大選以31.5%的得票率落敗。綠黨的艾麗·喬恩斯則以43.2%的得票率當選議員。